# Planet Arthur

Planet Arthur était une émission de radio française diffusée sur Fun Radio de 2000 à 2004.

## Historique
C'est en septembre 2000 que l'émission apparait dans la grille de Fun Radio. Arthur faisait alors son grand retour sur la bande FM après une année d'absence. Pour cette première saison, l'animateur était accompagné de Manu Levy et Myriam Callas.
En 2002, Valérie Bénaïm remplace Myriam. Cyril Hanouna fait son arrivée à l'antenne pendant une saison pour relever des défis. En 2004, c'est Jonathan Lambert qui rejoint l'équipe pour des interventions ponctuelles.
L'émission est diffusée en direct de 16h00 à 18h30. À partir de 2002, Arthur ne prend l'antenne qu'à partir de 16h30, la première demi-heure est animée seulement par Manu Levy et Valérie Bénaïm.
L'émission contient des jeux avec les auditeurs, des canulars téléphoniques et beaucoup de discussions, d'improvisations et de blagues sur n'importe quel sujet, qui furent déjà les clés du succès d'Arthur à la radio précédemment.
Au début de la cinquième saison, l'émission prend fin brusquement le 9 septembre 2004. Quelques jours plus tôt, Fun Radio avait engagé Cauet pour la matinale en remplacement de Bob, Isa et Martin. Arthur souhaitait alors rompre son contrat en cours et quitter la station car l'animateur n'avait pas pardonné le dérapage de Cauet en 1995 sur cette même radio. « Je ne peux pas cohabiter sur une antenne radio avec quelqu'un qui compare le camp d'Auschwitz à un club de vacances », déclare-t-il dans une interview. Quand Fun Radio refuse et ordonne la reconduction de l'émission, les relations deviennent extrêmement tendues. C'est ainsi qu'à partir du 6 septembre 2004, Arthur, « prend en otage » l’antenne (selon ses propres mots) en réclamant sa libération. L'émission devient centrée autour du slogan « Libérez Arthur ! » avec l'intervention de nombreuses personnalités sans qu'à aucun moment, il ne soit précisé à l'antenne de quoi il faudrait libérer Arthur (en réalité de son contrat le liant à Fun Radio). Les dirigeants de la radio y sont également caricaturés par Jonathan Lambert. Après trois jours, l'émission est supprimée de la grille des programmes et Arthur obtient ce qu'il voulait. En novembre 2004, Arthur, Manu Levy et Jonathan Lambert rejoignaient l'antenne d'Europe 2 pour reprendre Arthur et les Pirates.